# Ботомою
Ботомо́ю (Ботомоойу) — река в Якутии, правый приток Вилюя. Длина реки — 299 км (в верховьях носит названия Чанара), площадь водосборного бассейна — 3 930 км². Берёт начало на Приленском плато, вытекая из озера Чанара на высоте более 244 м над уровнем моря. Протекает по Центральноякутской равнине преимущественно в северо-западном направлении. Активно меандрирует. В нижнем течении образует административную границу между Сунтарским и Нюрбинским улусами. Впадает в Вилюй справа ниже села Арылах на высоте 103 м. Питание снеговое и дождевое. Замерзает в октябре, вскрывается в мае. В нижнем течении ширина около 35 м, глубина 1,7 метра, скорость течения 0,3 м/с. Основные притоки от устья: Бес-Юрях (правый, длина 31 км), Тете (левый, 47 км), Атыях (правый, 36 км).
В 2013 году прошло торжественное открытие моста через Ботомою на 847 километре федеральной автомобильной дороги «Вилюй» А331..